# Ferenc Szaniszló
Dans le nom hongrois Szaniszló Ferenc, le nom de famille précède le prénom, mais cet article utilise l’ordre habituel en français Ferenc Szaniszló, où le prénom précède le nom.
Ferenc Szaniszló est un reporter et animateur de télévision hongrois. En 2013 il reçoit le prix national de journalisme, le prix Mihály Táncsics, puis le rend sur demande du ministre qui le lui avait décerné sans tenir compte de ses déclarations extrémistes.

## Carrière
Il naît le 7 octobre 1960 à Csenger et grandit à Csegöld et Fehérgyarmat, à la pointe est de la Hongrie. Après des études universitaires à Moscou, il est à partir de 1986 le correspondant à Moscou du quotidien de Hongrie Magyar Hírlap.
Il travaille ensuite pour l'émission de politique étrangère Panoráma de la télévision publique hongroise, et il jouit d'une certaine célébrité en Hongrie dans les années 1990 en tant que correspondant de guerre en ex-Yougoslavie. À la création en 2000 du prix de journalisme appelé médaille Európa (« Europe »), il en est le premier récipiendaire. De février 2005 à février 2007, il est rédacteur en chef du journal télévisé Híradó de la télévision des Hongrois d'outre-frontières, Duna Televízió. Depuis le 25 août 2008, il est responsable et présentateur de l'émission de politique étrangère Világ-Panoráma (« panorama mondial ») de la chaîne privée d'informations Echo TV.

## Polémiques
Dans Világ-Panoráma, il fait régulièrement des déclarations surprenantes ou conspirationnistes. Ainsi en 2009, il parle de l'inévitable évacuation des Juifs d'Israël une fois le pétrole épuisé dans la région,. Ses déclarations sur les Tsiganes « humanoïdes » et sur le « terrorisme tsigane » dans Világ-Panoráma en mars 2011 sont jugées contraires au respect de la dignité humaine et à l'interdiction de l'incitation à la haine par l'Autorité nationale des médias et communications (NMHH), qui inflige à Echo TV pour cela en septembre 2011 une amende de 500 000 forints (environ 1 800 € à l'époque). En septembre 2012, il affirme que la catastrophe des boues rouges a été provoquée par le FMI et que le réservoir a été bombardé par des avions de l'OTAN. Lorsqu'en mars 2013 il est décoré du prix Mihály Táncsics par le ministre des Ressources humaines Zoltán Balog, cela suscite l'indignation des associations de protection des minorités et des citoyens, et la Fédération nationale des journalistes (MÚOSZ) nie avoir pris part à cette décision. Plusieurs lauréats du prix Táncsics rendent alors leur prix. Le ministre dit qu'il regrette de ne pas s'être informé préalablement sur la personne choisie et qu'il n'y a pas possibilité de retirer un prix attribué, et à sa demande Szaniszló rend de lui-même son prix.